# Rudolf Ritter (Sänger)

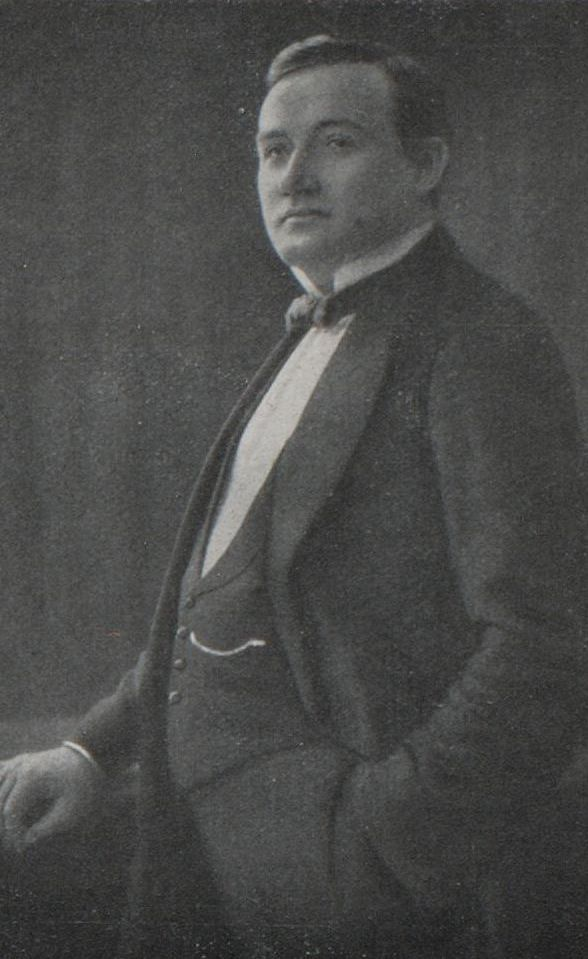
Rudolf Ritter, um 1928

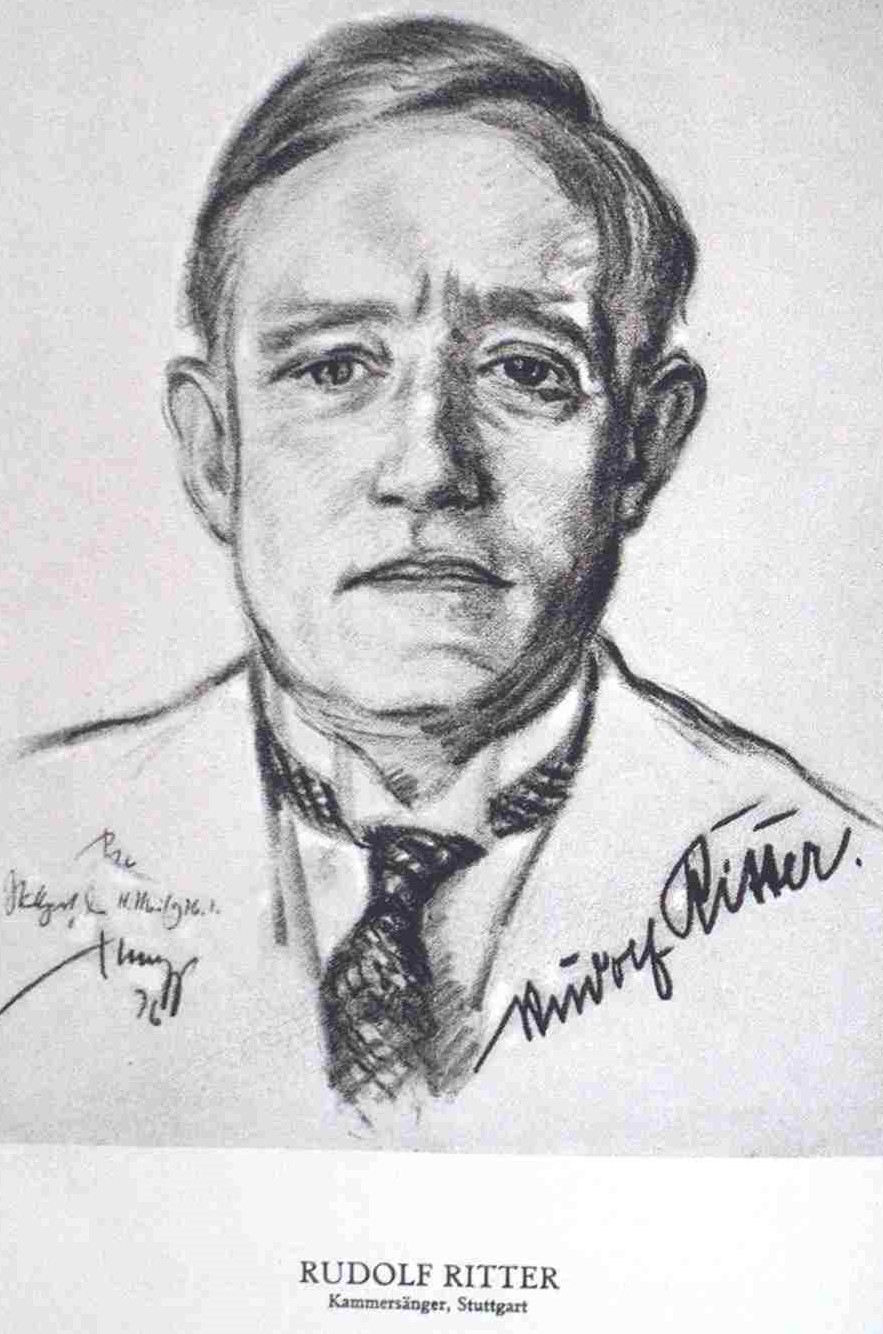
Emil Stumpp Rudolf Ritter (1926)

Rudolf Ritter (* 19. Januar 1878 in Brüx, Österreich-Ungarn; † 3. Juni 1966 in Gaildorf bei Stuttgart) war ein österreichischer Opernsänger (Tenor) und Gesangspädagoge.

## Leben
Der aus Brüx, dem heutigen Most in Tschechien, stammende Rudolf Ritter, der zunächst eine militärische Karriere anstrebte, diente seit 1898 als Offizier in der österreichisch-ungarischen Armee, bevor er sich 1908 einem Gesangsstudium an der Wiener Akademie zuwandte. 1910 gab Ritter sein Debüt an der Wiener Volksoper, deren Ensemble er bis 1913 angehörte. Im selben Jahr erfolgte seine bis 1933 andauernde Verpflichtung an die Hofoper in Stuttgart.
Rudolf Ritter gastierte zwischen 1923 und 1924 sowie von 1929 bis 1931 mit der German Opera Company in Nordamerika; weitere Tourneeauftritte führten ihn nach Südafrika, London sowie Paris. Bei den Bayreuther Festspielen von 1924/25 sang Rudolf Ritter den Siegfried in Richard Wagners Ring-Zyklus sowie 1930 den Tannhäuser.
Seit 1933 war Rudolf Ritter als Gesangspädagoge in Stuttgart tätig, später übersiedelte er nach Sulzbach am Kocher. Rudolf Ritter verstarb 1966 im Alter von 88 Jahren in Gaildorf bei Stuttgart.

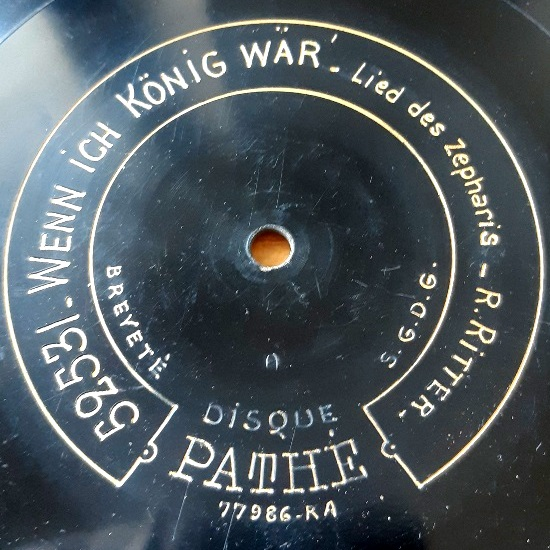
Schallplatte von Rudolf Ritter (Wien 1912)

Erste Schallplatten von Rudolf Ritter erschienen bei Pathé (Wien 1912), weitere in Berlin bei Vox (1923), Odeon (1924–25) und Grammophon (1928).